# Marinefunkstelle Kato Souli
Die Marinefunkstelle Kato Souli (griechisch Κέντρο Εκπομπής Κάτω Σουλίου) ist eine Anlage der griechischen Marine zur Übermittlung von Nachrichten an U-Boote bei Marathon, Attika in Griechenland. Sie wurde 1989 in Betrieb genommen. Der höchste Sendemast der Anlage ist mit 250 Metern Höhe das höchste Bauwerk in Griechenland.
Neben dieser Anlage existierte auch eine Anlage der US-Marine.